# 최병우 국제보도상
최병우 국제보도상은 대한민국의 언론인에게 주는 상이다. 관훈클럽이 1958년 타이완 해협 분쟁을 취재하다 숨진 최병우 기자를 기념하기 위해  1989년부터 국제뉴스 보도에 공적이 뛰어난 언론인에게 시상하고 있다. 관훈클럽 창립 기념일에 맞춰서 다음해 1월 11일 시상식이 열린다. 상금은 1천만원.
2014년 관훈언론상에 통합되어 '국제보도' 부문이 최병우 국제보도상을 겸하게 되었다.

## 역대 수상자.공적
| 회 | 연도 | 수상자                                                                                       | 공적 |
| -- | ---- | -------------------------------------------------------------------------------------------- | --- |
| 1  | 1989 | 중앙일보 최철주 경제부장                                                                     | 반세기만에 처음으로 사할린 동포 첫 현지 취재 보도 |
| 2  | 1990 | 한국일보 이성준 부국장대우 정치부장                                                          | 탁월한 남북고위급 평양회담 취재기 |
| 3  | 1991 | MBC 걸프전 취재팀(강성주·이진숙 취재팀 기자, 서태경·황성희 카메라 취재부 기자)               | 걸프전 개전 현장 취재 보도 |
| 4  | 1992 | KBS 김진화 중동 지국장                                                                       | 국제분쟁지역에서 활발한 취재 활동 |
| 5  | 1993 | KBS 유고연방 내전 취재팀(박선규 정치부 기자, 박정용 보도제작국 PD, 이중완 카메라취재부 기자) | 위험을 무릅쓰고 유고연방의 처절한 내전현장 취재 |
| 6  | 1994 | 서울신문 이도운 정치2부 기자, 왕상관 사진부 부장급                                           | 러시아 벌목공 실태 보도 |
| 7  | 1995 | 강원일보 송광호 모스크바 특파원                                                              | 관동군 한인 징병, 징용자 6,133명 명단 보도 |
| 8  | 1996 | 문화일보 중국 취재팀(팀장 홍순도 국제부 차장대우)                                            | 심층기획을 통해 새로운 중국모습 보도하고 21세기 세계질서 재편 전망 |
| 9  | 1997 | 중앙일보 문일현 베이징 특파원                                                                | 덩샤오핑(鄧小平) 사망을 세계적인 특종으로 보도 |
| 9  | 1997 | 연합통신 정광훈 카이로 특파원                                                                | 이집트 주재 장순길 북한대사 부부 잠적 최초 보도 |
| 10 | 1998 | 조선일보 함영준 홍콩 특파원                                                                  | 아시아 정상들과 인터뷰 등 국제뉴스 취재에 큰 공헌 |
| 11 | 1999 | 조선일보 정병선 사회부 기자                                                                  | 구 소련지역을 떠도는 1만여 카레이스키 난민들 시리즈 보도 |
| 11 | 1999 | 중앙일보 국제부 특별취재팀(김석환 기자외 4명)                                                | 공산붕괴 10년, 비틀거리는 동유럽 보도 |
| 12 | 2000 | 중앙일보 유상철 베이징 특파원                                                                | 김정일-장쩌민 극비 베이징 회담 보도 |
| 13 | 2001 | KBS 조재익 모스크바 특파원                                                                   | 아프카니스탄 전쟁 현장 보도 |
| 14 | 2002 | 연합뉴스 박일 사진부장, 이충원 남북관계부 기자                                               | 장길수군 친척 5명의 중국 선양 일본 영사관 진입사건 특종 보도 |
| 15 | 2003 | 조선일보 강인선 워싱턴특파원                                                                 | 한국 최초의 이라크전쟁 정식 종군기자로 45일간 전황 보도 |
| 16 | 2004 | 연합뉴스 조성대 베이징 지사장                                                                | 북한 용천역 대규모 폭발 대참사 특종 보도 |
| 17 | 2005 | 수상자 없음                                                                                  | 해당 없음 |
| 18 | 2006 | KBS 금철영 탐사보도팀 기자, 이중우 영상취재팀 기자                                           | 이라크전쟁 실상과 자이툰 부대 상황을 심층 보도 |
| 19 | 2007 | KBS 이영석 국제팀 기자                                                                       | 이슬람 분쟁 지역의 인권, 환경, 문화 등 다양한 측면을 심층 보도 |
| 20 | 2008 | 연합뉴스 故 조계창 선양 특파원                                                               | 북파공작 한국인 켈로부대원 첫 보도와 북한 신법전 최초 보도 |
| 21 | 2009 | 문화일보 이미숙 정치부 차장                                                                  | 미국 여기자 북한군 억류 최초 보도 |
| 22 | 2010 | 중앙일보 중앙SUNDAY 안성규 외교안보 에디터, 신인섭 사진팀 차장                               | 국내 언론 최초로 김정일 장남 김정남 인터뷰 |
| 23 | 2011 | KBS 윤수희 시사제작2부 기자, 이병권 보도영상국 촬영기자                                      | 탈북자 국경 총살 현장 최초 촬영 |
| 24 | 2012 | 수상자 없음                                                                                  | 해당 없음 |
| 25 | 2013 | KBS 김민철 KBS 김용모                                                                        | KBS 시사기획 창과 9시 뉴스 등을 통해 한국전쟁때 미군이 밀반출한 우리 문화재를 추적해 조선 현종 어보를 최초로 찾아내고, 호조태환권 등 반출문화재 환수에 기여한 공로를 인정받다.                                                           |
| 26 | 2014 | 중앙일보·JTBC 김현기 도쿄특파원                                                              | 아베 정권의 보수 우경화 뿌리인 ‘일본회의’ 실체 해부 |
| 27 | 2015 | 한겨레신문 박현 국제에디터· 길윤형 도쿄특파원                                                | ‘미국 미사일방어(MD) 전문가들의 한반도 사드 분석 및 일본 배치 사드 레이더 르포’ 기사는 미국 고고도 미사일방어 체계(사드)의 구체적인 성능을 최초 보도하고 사드 레이더의 환경·건강 피해 문제점에 관한 이해를 크게 높여 수상작으로 선정됐다 |

## 같이 보기
- 관훈언론상